# Isthme de Tehuantepec

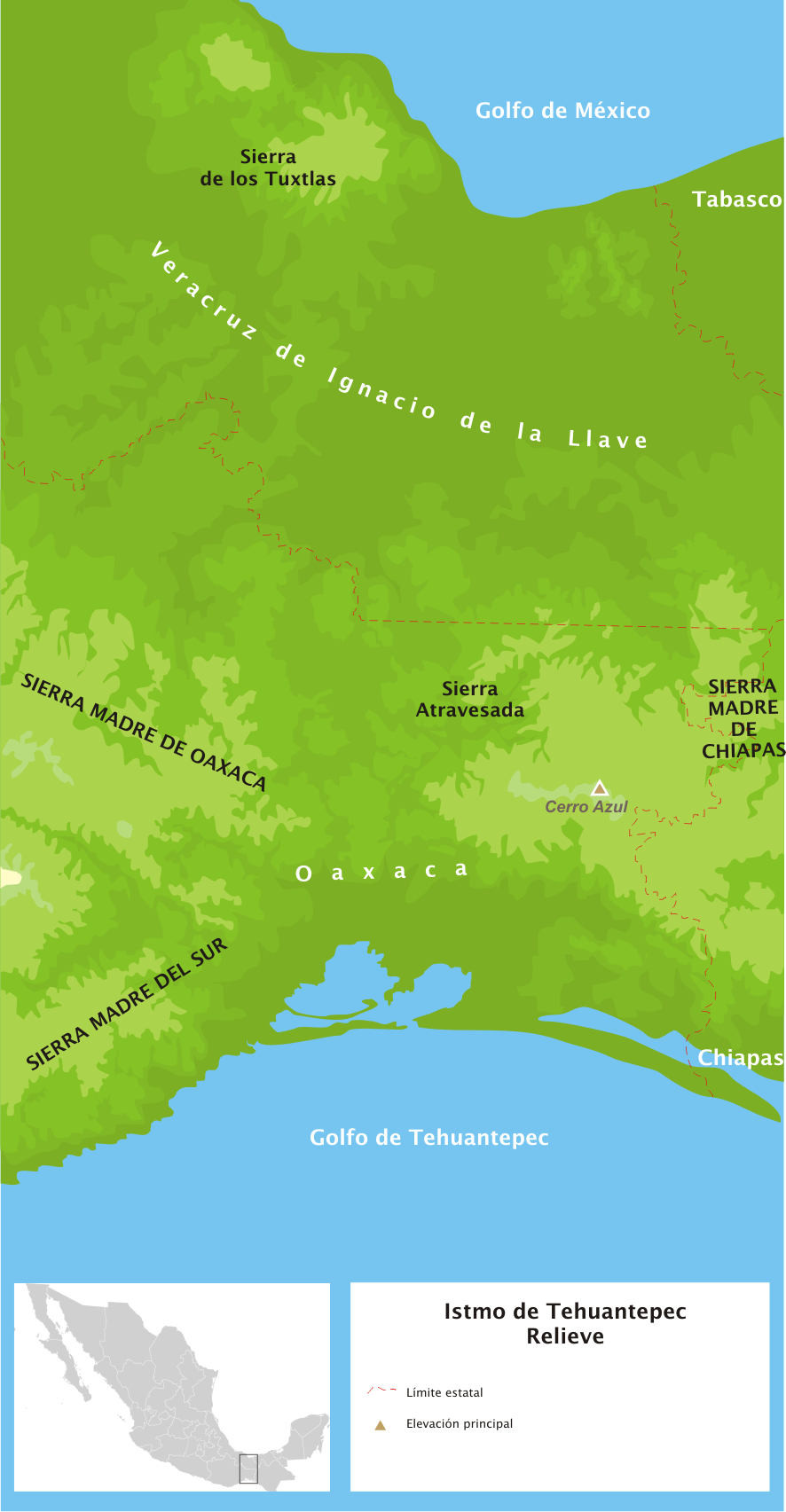
Isthme de Tehuantepec

L’isthme de Tehuantepec est un isthme situé au Mexique. Il représente la plus courte distance entre le golfe du Mexique et l'océan Pacifique. Son nom vient de la ville de Tehuantepec (formellement, Santo Domingo Tehuantepec), dans l'État d'Oaxaca. Il est dérivé du mot nahuatl tecuani-tepec, qui signifie « colline du jaguar ». Le fleuve côtier Río Tehuantepec, et le golfe dans lequel il se jette portent également ce nom.

## Description
En son point le plus étroit, l'isthme est d'une largeur de 200 kilomètres entre les océans, ou de 192 kilomètres depuis la lagune supérieure sur la côte pacifique. Le point haut de l'isthme est le col de Chivela dans l'État d'Oaxaca à 224 m d'altitude. Un écart considérable avec l'altitude maximale de l'isthme de Panama de seulement 26 m qui explique largement la différence d'intérêt entre ces deux couloirs de traversée du continent américain.
Il marque traditionnellement la limite géographique entre l'Amérique du Nord et l'Amérique centrale,. Cette délimitation « géographique » se différencie de celle de l'Amérique centrale historique et politique. Ainsi, les autorités du Mexique, dont la majeure partie du territoire se situe au nord de l'isthme, se considèrent officiellement comme un pays d'Amérique du Nord, membre de l'Alena : pour elles, l'Amérique centrale commence donc à leur frontière avec le Guatemala.

## Histoire
Un décret de 1853 porte création d'un nouveau territoire fédéral au nord de l'isthme, le Territorio de Tehuantepec (es), face au golfe du Mexique, avec pour capitale la ville de Minatitlán, établie sur le fleuve Río Coatzacoalcos. D'existence éphémère, ce nouveau territoire est supprimé en 1857, lors de la promulgation d'une nouvelle constitution fédérale[lire en ligne].
Un chemin de fer y a été construit entre décembre 1899 et janvier 1907, permettant ainsi la traversée de l'Isthme entre Coatzacoalcos et Salina Cruz. Cette ligne est gérée aujourd'hui par la compagnie Ferrocarril de Tehuantepec. Le gouvernement de Porfirio Díaz avait confié cette construction à des entreprises européennes, au mécontentement des États-Unis, très intéressés par la zone et son potentiel. Pour améliorer les relations avec les États-Unis, une des premières décisions de Francisco Madero sera de désarmer les fortifications des extrémités du chemin de fer, et d'envoyer les canons ainsi récupérés pour équiper les Dardanelles.

## Projet de canal transocéanique et d'oléoduc
On évoque régulièrement la possibilité de creuser dans cet isthme un canal transocéanique, concurrent du canal de Panama situé dans l'État éponyme, mais ce projet s'est jusque-là toujours heurté à la très grosse différence altimétrique entre les deux isthmes : +198 m en défaveur de l'isthme de Tehuantepec. En revanche le Mexique pourrait contourner ce handicap en concevant un projet alternatif d'oléoduc géant assurant un pont de transfert du pétrole des ports de Salina Cruz sur la côte Pacifique à celui de Coatzacoalcos sur la côte du golfe du Mexique.
Les populations autochtones Zapotèque, Huave, Mixe-Zoque et Totonaque, chroniquement affectées par la présence de ces raffineries sur les deux rives océaniques en raison de la pollution des eaux qu'elles engendrent et de leurs prélèvements excessifs de ressources en eau propre, sont pour l'instant largement opposées au projet. Un des enjeux majeurs de l'acceptation ou non du projet sera sans nul doute la capacité des concepteurs à prévoir des dispositifs de protection de l'environnement efficaces dans une région particulièrement sensible à des tremblements de terre fréquents et de niveau élevés sur l'échelle de Richter.  On est exactement au point de contact entre la plaque tectonique Nord Américaine et la plaque des Cocos, un endroit où cette dernière se glisse sous la première à une vitesse de 67 mm/an provocant séismes et tsunamis majeurs avec une fréquence de retour de l'ordre de 20 ans. Un problème auquel les Zapotèques autochtones sont bien plus sensibles que les ingénieurs du projet, au point d'avoir fait de ces mouvements tectoniques leur premier dieu il y environ 4000 ans et dont le nom est encore gravé dans la pierre du site voisin de San Juan Mogote, l'un des tout premiers témoignages d'écriture de la Mésoamérique précolombienne.
Au début des années 2020, le Train Interocéanique qui traverse l'isthme est redynamisé dans le cadre du corridor interocéanique de l'isthme de Tehuantepec.